# Bombardier 500 2004
Bombardier 500 2004 var ett race som var den femte deltävlingen i IndyCar Series 2004. Racet kördes den 12 juni på Texas Motor Speedway. Tony Kanaan tog sin första seger i IndyCar förutom på Phoenix, och med det tog han över mästerskapsledningen, då Dan Wheldon dessutom tappade mark med ett växellådshaveri. Dario Franchitti blev tvåa, följd av Alex Barron på tredje plats.

## Slutresultat
| Plats | Förare            | Team                     | Grid | Kvaltid |
| ----- | ----------------- | ------------------------ | ---- | ------- |
| 1     | Tony Kanaan       | Andretti Green Racing    | 3    | 25,121  |
| 2     | Dario Franchitti  | Andretti Green Racing    | 1    | 24,989  |
| 3     | Alex Barron       | Cheever Racing           | 22   | -       |
| 4     | Sam Hornish Jr.   | Marlboro Team Penske     | 11   | 25,265  |
| 5     | Adrián Fernández  | Fernández Racing         | 9    | 25,234  |
| 6     | Vitor Meira       | Rahal Letterman Racing   | 13   | 25,290  |
| 7     | Greg Ray          | Access Motorsports       | 15   | 25,402  |
| 8     | Darren Manning    | Chip Ganassi Racing      | 14   | 25,355  |
| 9     | Felipe Giaffone   | Dreyer & Reinbold Racing | 19   | 25,565  |
| 10    | Tora Takagi       | Mo Nunn Racing           | 18   | 25,565  |
| 11    | Al Unser Jr.      | Kelley Racing            | 20   | 25,575  |
| 12    | Hélio Castroneves | Marlboro Team Penske     | 6    | 25,183  |
| 13    | Dan Wheldon       | Andretti Green Racing    | 12   | 25,280  |
| 14    | Scott Dixon       | Chip Ganassi Racing      | 16   | 25,439  |
| 15    | Buddy Rice        | Rahal Letterman Racing   | 2    | 25,091  |
| 16    | Kosuke Matsuura   | Fernández Racing         | 4    | 25,139  |
| 17    | Mark Taylor       | Panther Racing           | 10   | 25,253  |
| 18    | Scott Sharp       | Kelley Racing            | 21   | 25,709  |
| 20    | Tomas Scheckter   | Panther Racing           | 8    | 25,216  |
| 21    | Ed Carpenter      | Cheever Racing           | 7    | 25,200  |
| 22    | A.J. Foyt IV      | A.J. Foyt Enterprises    | 17   | 25,538  |